# Deutsche Poolbillard-Meisterschaft 2004 (Herren)
Die Deutsche Poolbillard-Meisterschaft 2004 war die 30. Austragung zur Ermittlung der nationalen Meistertitel der Herren in der Billardvariante Poolbillard. Sie wurde im Stahlpalast in Brandenburg an der Havel ausgetragen.
Es wurden die Deutschen Meister in den Disziplinen 14/1 endlos, 8-Ball, 9-Ball und 8-Ball-Pokal ermittelt.

## Medaillengewinner
| Disziplin    | Gold                                 | Silber                          | Bronze                          | Bronze                                      |
| ------------ | ------------------------------------ | ------------------------------- | ------------------------------- | ------------------------------------------- |
| 14/1 endlos  | Thomas Engert (PBC Düren-Nord)       | Oliver Ortmann (PBV Anderten)   | Martin Poguntke (1. PBC Fulda)  | Andreas Roschkowsky (BV Grafschafter Moers) |
| 8-Ball       | Nicolas Ottermann (Astoria Walldorf) | Ralf Souquet (BC Sindelfingen)  | John Blacklaw (PBC Schwerte 87) | Thorsten Hohmann (1. PBC Fulda)             |
| 9-Ball       | Thorsten Hohmann (1. PBC Fulda)      | Thomas Engert (PBC Düren-Nord)  | Klaus Zobrekis (BSF Kurpfalz)   | Andreas Roschkowsky (BV Grafschafter Moers) |
| 8-Ball-Pokal | Patrick Gautsch (BiBaBo Leipzig)     | Thorsten Hohmann (1. PBC Fulda) | Nico Friedrich (PBC Gießen)     | Christian Radtke (1. PBC Schipkau)          |

## Modus
Die 32 Spieler, die sich über die Landesmeisterschaften der Billard-Landesverbände qualifiziert haben, spielten zunächst im Doppel-KO-System. Ab dem Viertelfinale wurde im KO-System gespielt.

## Wettbewerbe
Aus Gründen der Übersichtlichkeit werden im Folgenden jeweils nur die 16 bestplatzierten Spieler notiert.

### 14/1 endlos
| Platz | Spieler             | Verein                     |
| ----- | ------------------- | -------------------------- |
| 1     | Thomas Engert       | PBC Düren-Nord             |
| 2     | Oliver Ortmann      | PBV Anderten               |
| 3     | Martin Poguntke     | 1. PBC Fulda               |
| 3     | Andreas Roschkowsky | BV Grafschafter Moers      |
| 5     | Thorsten Hohmann    | 1. PBC Fulda               |
| 5     | Sascha Trautmann    | BSC Groß-Gerau             |
| 5     | Christophe Creter   | Astoria Walldorf           |
| 5     | Jörn Kaplan         | PBC Schwerte 87            |
| 9     | Christian Reimering | 1. PBC Fulda               |
| 9     | Christian Brehme    | BSF Kurpfalz               |
| 9     | Nico Friedrich      | PBC Gießen                 |
| 9     | Nicolas Ottermann   | Astoria Walldorf           |
| 13    | Boris Grunow        | BC Oberhausen              |
| 13    | Kevin Becker        | PBC Hellweg Lütgendortmund |
| 13    | Roman Arnold        | BIG Kiss Shot Lambrecht    |
| 13    | John Blacklaw       | PBC Schwerte 87            |

### 8-Ball
| Platz | Spieler             | Verein                   |
| ----- | ------------------- | ------------------------ |
| 1     | Nicolas Ottermann   | Astoria Walldorf         |
| 2     | Ralf Souquet        | BC Sindelfingen          |
| 3     | John Blacklaw       | PBC Schwerte 87          |
| 3     | Thorsten Hohmann    | 1. PBC Fulda             |
| 5     | Jörn Kaplan         | PBC Schwerte 87          |
| 5     | Andreas Roschkowsky | BV Grafschafter Moers    |
| 5     | Martin Poguntke     | 1. PBC Fulda             |
| 5     | Sascha Trautmann    | BSC Groß-Gerau           |
| 9     | Michael Seeger      | 1. PBC Joker Geldern     |
| 9     | Jakob Belka         | BSV Pfullingen           |
| 9     | Thomas Engert       | PBC Düren-Nord           |
| 9     | Michael Thelen      | BC Alsdorf               |
| 13    | Ralf Wack           | PBC Fortuna Bexbach      |
| 13    | Frank Willner       | BFC Fortuna Berlin       |
| 13    | Stephan Ullmann     | PBC Wild Turkey Nürnberg |
| 13    | Stefan Kuhn         | BC Dreiländereck         |

### 9-Ball
| Platz | Spieler             | Verein                |
| ----- | ------------------- | --------------------- |
| 1     | Thorsten Hohmann    | 1. PBC Fulda          |
| 2     | Thomas Engert       | PBC Düren-Nord        |
| 3     | Klaus Zobrekis      | BSF Kurpfalz          |
| 3     | Andreas Roschkowsky | BV Grafschafter Moers |
| 5     | Nicolas Ottermann   | Astoria Walldorf      |
| 5     | Michael Lisso       | 1. PBC Bitterfeld     |
| 5     | Ralf Souquet        | BC Sindelfingen       |
| 5     | Oliver Ortmann      | PBV Anderten          |
| 9     | Christian Brehme    | BSF Kurpfalz          |
| 9     | Sascha Tege         | PBC Joker Berlin      |
| 9     | Ralf Wack           | PBC Fortuna Bexbach   |
| 9     | Andreas Daniel      | BC Edenkoben          |
| 13    | Jörn Kaplan         | PBC Schwerte 87       |
| 13    | Sascha Trautmann    | BSC Groß-Gerau        |
| 13    | Lukas Röse          | 1. PBC Gera           |
| 13    | Patrick Gautsch     | BiBaBo Leipzig        |